# Santa Maria do Oeste
Santa Maria do Oeste är en kommun i Brasilien.   Den ligger i delstaten Paraná, i den södra delen av landet, 1 100 km söder om huvudstaden Brasília. Antalet invånare är 11 497.
I omgivningarna runt Santa Maria do Oeste växer huvudsakligen savannskog. Runt Santa Maria do Oeste är det glesbefolkat, med 18 invånare per kvadratkilometer.